# KELT-9b
KELT-9b是目前已知的太陽系外行星之中，表面溫度最高的熱木星，它的晝半球表面溫度高達4,600 K（4,330 °C），高於所有光譜型M型恆星與大部分K型恆星。它的母恆星是距離地球約620光年（190 秒差距）的A型主序星HD 195689，即KELT-9 。

## 概要
KELT-9b的母恆星表面溫度為10,170 K（9,900 °C），這是相當引人注意的，因為高溫恆星旁很少觀測到凌星現象。根據文獻紀錄，在KELT-9b被發現以前只有6顆A型主序星旁有行星存在（A型主序星WASP-33是KELT-9b發現前擁有行星的恆星中表面溫度最高的A型主序星，表面溫度7430 K。）；並且在這之前表面溫度更高的B型主序星周圍並沒有發現行星存在，而KELT-9的光譜可能是B9.5-A0或A1，可能是第一顆周圍發現行星的B型主序星。
KELT-9b是由千度極小望遠鏡巡天（Kilodegree Extremely Little Telescope，KELT）發現，並於2016年發表論文。
研究发现Kelt-9b拥有延展的氢原子大气层。该大气层已经接近行星的洛希瓣，这说明行星大气正在以极高的速率逃逸。此项发现是通过在行星掩食恒星盘面时，探测巴尔末Hα谱线的吸收获得的。

## 外部連結
- HD 195689 SIMBAD entry for HD 195689
- Astronomers Find Planet Hotter Than Most Stars （页面存档备份，存于） at NASA Caltech